# John Henshaw
John Henshaw (né en 1951 à Ancoats, Manchester) est un acteur britannique. 

## Biographie
John Henshaw est l'acteur principal de la série télévisée Early Doors. Il joue également dans les séries TV  Born and Bred et The Cops.   

## Filmographie partielle

### Cinéma
- 1996 : Jimmy de Maria Giese
- 2001 : The Parole Officer de John Duigan
- 2006 : Starter for 10 de Tom Vaughan
- 2007 : Grow Your Own de Richard Laxton
- 2009 : A Bit of Tom Jones? de Peter Watkins-Hughes
- 2009 : Looking for Eric de Ken Loach
- 2011 : Charlie Noades R.I.P de Jim Doyle
- 2012 : La Part des anges (The Angels' Share) de Ken Loach
- 2017 : Charles Dickens, l'homme qui inventa Noël (The Man Who Invented Christma) de Bharat Nalluri : Mr. Fezziwig